# Savannah Challenger 2012
Il Savannah Challenger 2012 è stato un torneo professionistico di tennis maschile giocato sulla terra verde. È stata la 4ª edizione del torneo che fa parte dell'ATP Challenger Tour nell'ambito dell'ATP Challenger Tour 2012. Si è giocato a Savannah negli USA dal 23 al 29 aprile 2012.

## Partecipanti

### Teste di serie
| Nazionalità | Giocatore         | Ranking* | Testa di serie |
| ----------- | ----------------- | -------- | -------------- |
| Russia      | Dmitrij Tursunov  | 87       | 1              |
| Canada      | Vasek Pospisil    | 97       | 2              |
| Stati Uniti | Michael Russell   | 112      | 3              |
| Stati Uniti | Bobby Reynolds    | 115      | 4              |
| Stati Uniti | Wayne Odesnik     | 118      | 5              |
| Australia   | Marinko Matosevic | 121      | 6              |
| Stati Uniti | Ryan Sweeting     | 130      | 7              |
| Stati Uniti | Jesse Levine      | 131      | 8              |

- Ranking al 16 aprile 2012.

### Altri partecipanti
Giocatori che hanno ricevuto una wild card:
- Bjorn Fratangelo
- Robert Kendrick
- Daniel Kosakowski
- Dmitrij Tursunov

Giocatori passati dalle qualificazioni:
- Brian Baker
- James Lemke
- Blake Strode
- Rhyne Williams

## Campioni

### Singolare
Brian Baker ha battuto in finale  Augustin Gensse con il punteggio di 6–4, 6–3

### Doppio
Carsten Ball /  Bobby Reynolds hanno battuto in finale  Travis Parrott /  Simon Stadler con il punteggio di 7–6(7), 6–4